# حوش الرافقة
حوش الرافقة هي إحدى القرى اللبنانية من قرى قضاء بعلبك في محافظة بعلبك الهرمل.
تقع بلدة حوش الرافقة في قضاء بعلبك في البقاع اللبناني فيها مجلس بلدي منتخب من 12 عضوا يرأسه السيد رياض علي يزبك عدد سكانها حوالي 5000 نسمة ومساحتها 4500 متر مربع وترتفع عن سطح البحر 950 متر ومناخها معتدل وتبعد عن العاصمة بيروت حوالي 60 كلم وفيها بعض المنشآت الحيوية منها مسبح ضوء القمر ومطعم ومسبح التل ومطعم ومنتزه روتانا وفيها مدرسة رسمية ومستوصف تابع لوزارة الشؤون الاجتماعية وقد قامت البلدية بمد شبكة مياه خاصة وذلك عبر حفر بئر ارتوازي وخزان كبير يوزع المياه على البيوت كل يومين
المصدر موقع وزارة الداخلية والبلديات اللبنانية